# Calahorra (Comarca)
Die Comarca Calahorra ist eine der zwölf Comarcas in der autonomen Gemeinschaft La Rioja.
Die im Nordosten gelegene Comarca umfasst fünf Gemeinden auf einer Fläche von 247,92 km².

## Gemeinden
| Gemeinde            | Einwohner (2024) | Fläche km² | Dichte Einw./km² | Cod INE | Postleitzahl |
| ------------------- | ---------------- | ---------- | ---------------- | ------- | ------------ |
| Autol               | 4.875            | 85,28      | 57               | 26021   | 26560        |
| Calahorra           | 25.064           | 93,57      | 268              | 26036   | 26500        |
| Pradejón            | 3.754            | 31,76      | 118              | 26117   | 26510        |
| Tudelilla           | 367              | 19,06      | 19               | 26158   | 26512        |
| El Villar de Arnedo | 617              | 18,25      | 34               | 26170   | 26511        |
| Comarca Calahorra   | 34.677           | 247,92     | 140              | –       | –            |

1. ↑  Instituto Nacional de Estadística Municipal Register of Spain